# Elysius fuliginosus
Elysius fuliginosus là một loài bướm đêm thuộc phân họ Arctiinae, họ Erebidae.